# B.J. Ojulari
Jamiu Bolaji Ojulari, detto B.J. (Marietta, 5 aprile 2002), è un giocatore di football americano statunitense che milita nel ruolo di outside linebacker per gli Arizona Cardinals della National Football League (NFL).

## Carriera universitaria
Ojulari disputò tutte le dieci partite nella sua prima stagione a LSU, mettendo a segno 16 tackle, 4 sack, 5 tackle con perdita di yard, un fumble forzato e uno recuperato, venendo inserito nella formazione ideale dei debuttanti della Southeastern Conference (SEC). Fu nominato defensive lineman della settimana della SEC dopo tre sack sul quarterback di South Carolina con una perdita di 21 yard. Ottenne lo stesso riconoscimento dopo 2,5 sack nella vittoria per 49-21 su Central Michigan del terzo turno della sua seconda stagione. Nel 2022 fu inserito nella formazione ideale della SEC.

## Carriera professionistica
Ojulari fu scelto nel corso del secondo giro (quarantunesimo assoluto) del Draft NFL 2023 dagli Arizona Cardinals. Debuttò come professionista nella gara del primo turno contro i Washington Commanders mettendo a segno un placcaggio. La sua stagione da rookie si chiuse con 40 tackle, 4 sack e un passaggio deviato disputando tutte le 17 partite, nessuna delle quali come titolare.

## Vita privata
Ojulari è il fratello di minore Azeez dei New York Giants.